# ألين رومان
ألين رومان (بالرومانية: Alin Roman)‏ هو لاعب كرة قدم روماني في مركز الوسط، ولد في 27 يناير 1994 في رومانيا. لعب مع دينامو بوخارست ونادي تارغو موريش ويو تي أي أراد.

## وصلات خارجية
- ألين رومان على موقع قاعدة بيانات كرة القدم.إي يو (الإنجليزية)
- ألين رومان على موقع Soccerway.com (الإنجليزية)
- ألين رومان على موقع عالم كرة القدم.نت (الإنجليزية)